# Shorea blumutensis
Shorea blumutensis är en tvåhjärtbladig växtart som beskrevs av Foxworthy. Shorea blumutensis ingår i släktet Shorea och familjen Dipterocarpaceae. Inga underarter finns listade i Catalogue of Life.